# Mamlicz
Mamlicz – wieś w Polsce położona w województwie kujawsko-pomorskim, w powiecie żnińskim, w gminie Barcin.
W latach 1954–1961 wieś należała i była siedzibą władz gromady Mamlicz, po jej zniesieniu w gromadzie Barcin. W latach 1975–1998 miejscowość administracyjnie należała do województwa bydgoskiego. Według Narodowego Spisu Powszechnego (III 2011 r.) liczyła 605 mieszkańców. Jest trzecią co do wielkości miejscowością gminy Barcin. We wsi działał Ludowy Klub Sportowy Polonia Mamlicz (od sezonu 2002/2003 do 2011/2012, w klasie C i B).